# 背側皮質視覚路

背側皮質視覚路（緑色）および腹側皮質視覚路（紫色
）を図示。ともに一次視覚野より起こる。

背側皮質視覚路（はいそくひしつしかくろ、背側視覚路、背側ストリームとも。dorsal stream、dorsal pathway）は、霊長類の大脳における視覚野のうち、大脳の背側に位置する経路のこと。この経路は視覚対象が空間のどこにあるのかを理解する空間認識にかかわる（このため、where経路と呼ばれることもある）。腹側皮質視覚路（こちらは色や形の表象にかかわり、what経路と呼ばれる）とともに、皮質野の主経路のひとつである。

## それはどこにあるのか
背側視覚路は後頭葉の最尾側から起こり、頭頂葉に向かう。視覚野としては、後頭葉一次視覚野 (V1) に始まり、V2、V3、側頭葉内側と頭頂葉の境界にあるMT野（V5野とも。middle temporal）、MST野（medial superior temporal）を通り、頭頂葉のIP野（VIP, LIPに分けられる）、7a野（ブロードマンの脳地図を参照）にいたる。LIPおよび7a野は頭頂連合野に含まれる。背側視覚路と腹側視覚路の神経細胞は、相互に連絡している。これらの諸研究について、グッデールとミルナーによる初期の重要な概説がある。
腹側視覚路と背側視覚路が相互連絡しているため、これらがどの程度まで分離しているのか、またそれがどのよ
うな機能的意義を持っているのかについては、まだ神経科学の学会内でも同意がみられていない。

## 全般的な特徴
背側視覚路には空間の認識と、物に手を伸ばすというような行動の指標となる働きがある。この視覚路には、視野に対する詳細な地図を持ち、そこでの運動をうまく察知し分析している、という二つの際立った機能的特徴が
ある。背側視覚路は、後頭葉における出発点では純粋に視覚機能しかないが、頭頂葉にある終点に向かうにつれて、空間認識へとその機能が移っていく。
後部頭頂葉は、立体的な関係の把握と理解や正確なボディイメージ、空間内での身体調節などの習得といった事
に欠かせない場所である。その中には、個々に異なる機能を持つ領域、たとえば特定の刺激に対して注意が向けられると活性化が増強する領域 (LIP) や、視覚情報と体性感覚情報を統合する領域 (VIP) などがある。

## 損傷や病変による障害
後部頭頂葉皮質の損傷があると、さまざまな空間認識障害が起きる。
- 視覚性同時失認  二つ以上のものに同時に注意を向けることができない。ある状況を描いた図を見て、細部は理解できても総合的な状況の理解ができない
- 視覚性運動失調  視空間性情報を手の動きの指標とすることができない。注視している対象をつかもうとしても、そこに手を持っていくことができない
- 半側空間無視  健側（障害側の反対側）の空間を認識できない。歩いていても障害側に寄ってしまう。
- 視覚性運動盲  動きを把握できない。見ているものがすべて静止して見え、動いているものは紙芝居やコマ送りのように見える。
- 失行  筋力は正常なのに、任意の、あるいは自由意志による運動ができない。手指の曲げ伸ばしといった簡単な動作から歩行、顔面の動作、さらに複雑な動作（じゃんけんをする、マッチで火をつけるなど）が、さまざまなレベルでできなくなる